# ستانلي أرمور دونهام
ستانلي أرمور دونهام (بالإنجليزية: Stanley Armour Dunham)‏ هو عسكري أمريكي، ولد في 23 مارس 1918 في ويتشيتا في الولايات المتحدة، وتوفي في 8 فبراير 1992 في هونولولو في الولايات المتحدة.